# San Esteban, Durango
San Esteban är en ort i Mexiko.   Den ligger i kommunen Pueblo Nuevo och delstaten Durango, i den centrala delen av landet, 800 km nordväst om huvudstaden Mexico City. San Esteban ligger 2 502 meter över havet och antalet invånare är 116.
Terrängen runt San Esteban är huvudsakligen kuperad, men söderut är den platt. Terrängen runt San Esteban sluttar norrut. Runt San Esteban är det ganska tätbefolkat, med 60 invånare per kvadratkilometer. Närmaste större samhälle är Banderas del Águila, 10,3 km nordost om San Esteban. I omgivningarna runt San Esteban växer huvudsakligen savannskog.